# 郁原由宇
郁原由宇（2月19日－）是日本的女性聲優，千葉縣出身。身高156厘米，血型為A型。自2016年4月起無所屬。暱稱是。

## 履歷
高中畢業後，於東京傳媒學院（今東京聲優學院）聲優養成科培訓2年。畢業後成為RAMS準所屬成員，並在其附屬養成所「RAMS Professional Education」接受培訓。
2013年RAMS破產后，從屬於SPELLBOUND。同年成為社群遊戲《偶像大師 百萬人演唱會！》角色艾米莉·斯圖亞特的聲優。
2014年6月8日，出演於中野太陽廣場舉辦的演唱會「THE IDOLM@STER MILLION LIVE! 1stLIVE HAPPY☆PERFORMANCE!!」。
2016年3月31日，退出事務所SPELLBOUND成為自由身。同年4月28日，其网络广播節目開播。

## 演出作品
※粗體字為主要角色。

### 電視動畫
2013年
- 加油！關東煮君（日语：おでんくん）（小牛蒡卷、小肉丸）

2015年
- Nar Doma（日语：ナルどマ）

### 遊戲
2013年
- 偶像大師 百萬人演唱會！（艾米莉·斯圖亞特[8]）

2014年
- 我家公主最可愛
- Kadenz fermata//Akkord：fortissimo（日语：カデンツァ フェルマータ アコルト：フォルテシモ）（Alicia Katharina[9]）
- （大山咲[10]）

2017年
- 偶像大师 百万人演唱会！ 剧场时光（艾米莉·斯圖亞特）

### 影像商品
2014年
- THE IDOLM@STER MILLION LIVE! 1stLIVE HAPPY☆PERFORM@NCE!! Blu-ray Day2[11]

2016年
- THE IDOLM@STER MILLION LIVE! 3rdLIVE TOUR BELIEVE MY DRE@M!! LIVE Blu-ray 02@SENDAI[12]

### 廣播劇CD
2015年
- 偶像大师 百万人演唱会！系列（艾米莉·斯圖亞特）

## 音樂唱片

### 角色歌曲
| 發售日期 | 商品名稱                                                         | 演唱 | 樂曲                              | 備註                                                 |
| 2013年   | 2013年                                                           | 2013年 | 2013年                            | 2013年                                               |
| -------- | ---------------------------------------------------------------- | --- | --------------------------------- | ---------------------------------------------------- |
| 4月24日  | THE IDOLM@STER LIVE THE@TER PERFORMANCE 01 Thank You!            | 765 MILLIONSTARS | 《Thank You!》                    | 社群遊戲《偶像大師 百萬人演唱會！》主題曲            |
| 4月24日  | THE IDOLM@STER LIVE THE@TER PERFORMANCE 01 Thank You!            | 765THEATER ALLSTARS | 《Thank You!》                    | 社群遊戲《偶像大師 百萬人演唱會！》主題曲            |
| 8月28日  | THE IDOLM@STER LIVE THE@TER PERFORMANCE 05                       | 艾米莉·斯圖亞特（郁原由宇） | 《》                              | 社群遊戲《偶像大師 百萬人演唱會！》關聯樂曲          |
| 8月28日  | THE IDOLM@STER LIVE THE@TER PERFORMANCE 05                       | 水瀨伊織（釘宮理惠）、艾米莉·斯圖亞特（郁原由宇）、真壁瑞希（阿部里果）、百瀨莉緒（山口立花子） | 《Sentimental Venus》             | 社群遊戲《偶像大師 百萬人演唱會！》關聯樂曲          |
| 2014年   |                                                                  | |                                   |                                                      |
| 9月24日  | THE IDOLM@STER LIVE THE@TER HARMONY 04                           | Eternal Harmony | 《Eternal Harmony》 《Welcome!!》 | 社群遊戲《偶像大師 百萬人演唱會！》關聯樂曲          |
| 9月24日  | THE IDOLM@STER LIVE THE@TER HARMONY 04                           | 艾米莉·斯圖亞特（郁原由宇） | 《》                              | 社群遊戲《偶像大師 百萬人演唱會！》關聯樂曲          |
| 11月     | THE IDOLM@STER LIVE THE@TER SELECTION CD                         | 艾米莉·斯圖亞特（郁原由宇） | 《》                              | 社群遊戲《偶像大師 百萬人演唱會！》關聯樂曲          |
| 11月     | THE IDOLM@STER LIVE THE@TER SELECTION CD                         | 望月杏奈（夏川椎菜）、七尾百合子（伊藤美來）、北澤志保（雨宫天）、馬場木實（高橋未奈美）、艾米莉·斯圖亞特（郁原由宇） | 《Thank You!》                    | 社群遊戲《偶像大師 百萬人演唱會！》關聯樂曲          |
| 2015年   |                                                                  | |                                   |                                                      |
| 4月29日  |                                                                  | （郁原由宇） | 《》                              | 廣播劇CD《》關聯樂曲                                 |
| 6月24日  |                                                                  | 大山咲（郁原由宇） | 《》                              | 手機遊戲《》關聯樂曲                                 |
| 7月29日  |                                                                  | 大山咲（郁原由宇） | 《》                              | 手機遊戲《》關聯樂曲                                 |
| 9月30日  | THE IDOLM@STER LIVE THE@TER DREAMERS 01 Dreaming!                | MILLION ALLSTARS | 《Welcome!!》                     | 社群遊戲《偶像大師 百萬人演唱會！》關聯樂曲          |
| 12月23日 | THE IDOLM@STER LIVE THE@TER DREAMERS 04                          | 秋月律子（若林直美）、伊吹翼（Machico）、艾米莉·斯圖亞特（郁原由宇）、篠宮可憐（近藤唯）、我那霸響（沼倉愛美）、佐竹美奈子（大關英里）、高山紗代子（駒形友梨）、天空橋朋花（小岩井小鳥）、中谷育（原嶋燈）、水瀨伊織（釘宮理惠） | 《Dreaming!》                     | 社群遊戲《偶像大師 百萬人演唱會！》關聯樂曲          |
| 12月23日 | THE IDOLM@STER LIVE THE@TER DREAMERS 04                          | 艾米莉·斯圖亞特（郁原由宇）、水瀨伊織（釘宮理惠） | 《little trip around the world》  | 社群遊戲《偶像大師 百萬人演唱會！》關聯樂曲          |
| 2016年   |                                                                  | |                                   |                                                      |
| 1月30日  | THE IDOLM@STER LIVE THE@TER SOLO COLLECTION Vo.03 Dance Edition  | 艾米莉·斯圖亞特（郁原由宇） | 《little trip around the world》  | 社群遊戲《偶像大師 百萬人演唱會！》關聯樂曲          |
| 12月7日  | THE IDOLM@STER LIVE THE@TER FORWARD 01 Sunshine Rhythm           | Cancer | 《》                              | 社群遊戲《偶像大師 百萬人演唱會！》關聯樂曲          |
| 12月7日  | THE IDOLM@STER LIVE THE@TER FORWARD 01 Sunshine Rhythm           | Sunshine Rhythm | 《》                              | 社群遊戲《偶像大師 百萬人演唱會！》關聯樂曲          |
| 2017年   |                                                                  | |                                   |                                                      |
| 3月10日  | THE IDOLM@STER LIVE THE@TER SOLO COLLECTION 04 Sunshine Theater  | 艾米莉·斯圖亞特（郁原由宇） | 《Eternal Harmony》               | 社群遊戲《偶像大師 百萬人演唱會！》關聯樂曲          |
| 7月26日  | THE IDOLM@STER MILLION THE@TER GENERATION 01 Brand New Theater!  | 765 MILLION ALLSTARS | 《Brand New Theater!》            | 音樂遊戲《偶像大师 百万人演唱会！ 剧场时光》主題曲   |
| 7月26日  | THE IDOLM@STER MILLION THE@TER GENERATION 01 Brand New Theater!  | 765 MILLION ALLSTARS | 《Dreaming!》                     | 音樂遊戲《偶像大師 百萬人演唱會！ 劇場時光》關聯樂曲 |
| 2018年   |                                                                  | |                                   |                                                      |
| 1月10日  | THE IDOLM@STER MILLION LIVE! M@STER SPARKLE 05                   | 艾米莉·斯圖亞特（郁原由宇） | 《》                              | 音樂遊戲《偶像大師 百萬人演唱會！ 劇場時光》關聯樂曲 |
| 1月31日  |                                                                  | Princess Stars | 《Princess Be Ambitious!!》       | 音樂遊戲《偶像大師 百萬人演唱會！ 劇場時光》關聯樂曲 |
| 1月31日  | Princess Stars                                                   | 《Brand New Theater!》 |                                   | 音樂遊戲《偶像大師 百萬人演唱會！ 劇場時光》關聯樂曲 |
| 4月4日   | THE IDOLM@STER MILLION LIVE! M@STER SPARKLE 08                   | 《Brand New Theater!》 | 765 MILLION ALLSTARS              | 音樂遊戲《偶像大師 百萬人演唱會！ 劇場時光》關聯樂曲 |
| 6月2日   | THE IDOLM@STER LIVE THE@TER SOLO COLLECTION 06                   | 艾米莉·斯圖亞特（郁原由宇） | 《Sentimental Venus》             | 社群遊戲《偶像大師 百萬人演唱會！》關聯樂曲          |
| 8月29日  | THE IDOLM@STER MILLION THE@TER GENERATION 11 UNION!!             | 765 MILLION ALLSTARS | 《UNION!!》 《Welcome!!》         | 音樂遊戲《偶像大師 百萬人演唱會！ 劇場時光》關聯樂曲 |
| 2019年   |                                                                  | |                                   |                                                      |
| 2月15日  | （Brand New Ver.）                                               | Sunshine Rhythm | 《（Brand New Ver.）》            | 音樂遊戲《偶像大師 百萬人演唱會！ 劇場時光》關聯樂曲 |
| 2月27日  | THE IDOLM@STER MILLION THE@TER GENERATION 14 Charlotte·Charlotte | Charlotte·Charlotte | 《》 《》                         | 音樂遊戲《偶像大師 百萬人演唱會！ 劇場時光》關聯樂曲 |
| 4月27日  | THE IDOLM@STER THE@TER SOLO COLLECTION 07 PRINCESS STARS         | 艾米莉·斯圖亞特（郁原由宇） | 《》                              | 音樂遊戲《偶像大師 百萬人演唱會！ 劇場時光》關聯樂曲 |
| 7月24日  | THE IDOLM@STER MILLION THE@TER WAVE 01 Flyers!!!                 | 765 MILLION ALLSTARS | 《Flyers!!!》                     | 音樂遊戲《偶像大師 百萬人演唱會！ 劇場時光》關聯樂曲 |
| 2020年   |                                                                  | |                                   |                                                      |
| 2月26日  | THE IDOLM@STER MILLION THE@TER WAVE 06 花咲夜                    | 花咲夜 | 《》 《》                         | 音樂遊戲《偶像大師 百萬人演唱會！ 劇場時光》關聯樂曲 |
| 8月26日  | THE IDOLM@STER MILLION THE@TER WAVE 10 Glow Map                  | 765 MILLION ALLSTARS | 《Glow Map》                      | 音樂遊戲《偶像大師 百萬人演唱會！ 劇場時光》關聯樂曲 |
| 8月26日  | THE IDOLM@STER MILLION THE@TER WAVE 10 Glow Map                  | 伊吹翼（Machico）、天空橋朋花（小岩井小鳥）、永吉昴（齊藤佑圭）、艾米莉·斯圖亞特（郁原由宇）、七尾百合子（伊藤美來） | 《》                              | 音樂遊戲《偶像大師 百萬人演唱會！ 劇場時光》關聯樂曲 |

### 其他參與作品
| 發售日期      | 商品名稱 | 演唱     | 樂曲      | 備註                 |
| ------------- | -------- | -------- | --------- | -------------------- |
| 2015年1月28日 |          | 郁原由宇 | 《》      | 廣播劇CD《》主題曲   |
| 2015年1月28日 | 《》     | 郁原由宇 |           |                      |
| 2015年5月27日 |          | 郁原由宇 | 《》 《》 | 手機遊戲《》印象樂曲 |

### 组合成员
1. 1 2  天海春香（中村繪里子）、春日未來（山崎遙）、如月千早（今井麻美）、木下日向（田村奈央）、四條貴音（原由實）、茱莉亞（愛美）、高山紗代子（駒形友梨）、田中琴葉（種田梨沙）、天空橋朋花（小岩井小鳥）、箱崎星梨花（麻倉桃）、松田亞利沙（村川梨衣）、三浦梓（高橋智秋）、水瀨伊織（釘宮理惠）、最上靜香（田所梓）、望月杏奈（夏川椎菜）、矢吹可奈（木戶衣吹）、艾蜜莉·司徒亞特（郁原由宇）、大神環（稻川英里）、我那霸響（沼倉愛美）、菊地真（平田宏美）、北上麗花（平山笑美）、高坂海美（上田麗奈）、佐竹美奈子（大關英里）、島原艾琳娜（角元明日香）、高槻彌生（仁後真耶子）、永吉昴（齊藤佑圭）、野野原茜（小笠原早紀）、馬場木實（高橋未奈美）、福田法子（濱崎奈奈）、舞濱步（戶田惠）、真壁瑞希（阿部里果）、百瀨莉緒（山口立花子）、橫山奈緒（渡部優衣）、秋月律子（若林直美）、伊吹翼（Machico）、北澤志保（雨宫天）、篠宮可憐（近藤唯）、周防桃子（渡部惠子）、德川茉莉（諏訪彩花）、所惠美（藤井幸代）、豐川風花（末柄里惠）、中谷育（原嶋燈）、七尾百合子（伊藤美來）、二階堂千鶴（野村香菜子）、萩原雪步（淺倉杏美）、ROCO（中村溫姬）、雙海亞美／真美（下田麻美）、星井美希（長谷川明子）、宮尾美也（桐谷蝶蝶）
2. ↑  春日未來（山崎遙）、木下日向（田村奈央）、茱莉亞（愛美）、高山紗代子（駒形友梨）、田中琴葉（種田梨沙）、天空橋朋花（小岩井小鳥）、箱崎星梨花（麻倉桃）、松田亞利沙（村川梨衣）、最上靜香（田所梓）、望月杏奈（夏川椎菜）、矢吹可奈（木戶衣吹）、艾蜜莉·司徒亞特（郁原由宇）、大神環（稻川英里）、北上麗花（平山笑美）、高坂海美（上田麗奈）、佐竹美奈子（大關英里）、島原艾琳娜（角元明日香）、永吉昴（齊藤佑圭）、野野原茜（小笠原早紀）、馬場木實（高橋未奈美）、福田法子（濱崎奈奈）、舞濱步（戶田惠）、真壁瑞希（阿部里果）、百瀨莉緒（山口立花子）、橫山奈緒（渡部優衣）、伊吹翼（Machico）、北澤志保（雨宫天）、篠宮可憐（近藤唯）、周防桃子（渡部惠子）、德川茉莉（諏訪彩花）、所惠美（藤井幸代）、豐川風花（末柄里惠）、中谷育（原嶋燈）、七尾百合子（伊藤美來）、二階堂千鶴（野村香菜子）、ROCO（中村溫姬）、宮尾美也（桐谷蝶蝶）
3. ↑  如月千早（今井麻美）、艾蜜莉·司徒亞特（郁原由宇）、茱莉亞（愛美）、德川茉莉（諏訪彩花）、豐川風花（末柄里惠）
4. ↑  艾蜜莉·司徒亞特（郁原由宇）、木下日向（田村奈央）、橫山奈緒（渡部優衣）
5. ↑  伊吹翼（Machico）、艾蜜莉·司徒亞特（郁原由宇）、木下日向（田村奈央）、佐竹美奈子（大關英里）、島原艾琳娜（角元明日香）、中谷育（原嶋燈）、福田法子（濱崎奈奈）、望月杏奈（夏川椎菜）、百瀨莉緒（山口立花子）、矢吹可奈（木戶衣吹）、橫山奈緒（渡部優衣）、ROCO（中村溫姬）
6. ↑  天海春香（中村繪里子）、如月千早（今井麻美）、星井美希（長谷川明子）、萩原雪步（淺倉杏美）、高槻彌生（仁後真耶子）、菊地真（平田宏美）、水瀨伊織（釘宮理惠）、四條貴音（原由實）、秋月律子（若林直美）、三浦梓（高橋智秋）、雙海亞美／真美（下田麻美）、我那霸響（沼倉愛美）、春日未來（山崎遙）、最上靜香（田所梓）、伊吹翼（Machico）、島原艾琳娜（角元明日香）、佐竹美奈子（大關英里）、所惠美（藤井幸代）、德川茉莉（諏訪彩花）、箱崎星梨花（麻倉桃）、野野原茜（小笠原早紀）、望月杏奈（夏川椎菜）、ROCO（中村溫姬）、七尾百合子（伊藤美來）、高山紗代子（駒形友梨）、松田亞利沙（村川梨衣）、高坂海美（上田麗奈）、中谷育（原嶋燈）、天空橋朋花（小岩井小鳥）、艾蜜莉·司徒亞特（郁原由宇）、北澤志保（雨宫天）、舞濱步（戶田惠）、木下日向（田村奈央）、矢吹可奈（木戶衣吹）、橫山奈緒（渡部優衣）、二階堂千鶴（野村香菜子）、馬場木實（高橋未奈美）、大神環（稻川英里）、豐川風花（末柄里惠）、宮尾美也（桐谷蝶蝶）、福田法子（濱崎奈奈）、真壁瑞希（阿部里果）、篠宮可憐（近藤唯）、百瀨莉緒（山口立花子）、永吉昴（齊藤佑圭）、北上麗花（平山笑美）、周防桃子（渡部惠子）、茱莉亞（愛美）、白石紬（南早紀）、櫻守歌織（香里有佐）
7. 1 2 3 4 5  天海春香（中村繪里子）、如月千早（今井麻美）、星井美希（長谷川明子）、萩原雪步（淺倉杏美）、高槻彌生（仁後真耶子）、菊地真（平田宏美）、水瀨伊織（釘宮理惠）、四條貴音（原由實）、秋月律子（若林直美）、三浦梓（高橋智秋）、雙海亞美／真美（下田麻美）、我那霸響（沼倉愛美）、春日未來（山崎遙）、最上靜香（田所梓）、伊吹翼（Machico）、田中琴葉（種田梨沙）、島原艾琳娜（角元明日香）、佐竹美奈子（大關英里）、所惠美（藤井幸代）、德川茉莉（諏訪彩花）、箱崎星梨花（麻倉桃）、野野原茜（小笠原早紀）、望月杏奈（夏川椎菜）、ROCO（中村溫姬）、七尾百合子（伊藤美來）、高山紗代子（駒形友梨）、松田亞利沙（村川梨衣）、高坂海美（上田麗奈）、中谷育（原嶋燈）、天空橋朋花（小岩井小鳥）、艾蜜莉·司徒亞特（郁原由宇）、北澤志保（雨宫天）、舞濱步（戶田惠）、木下日向（田村奈央）、矢吹可奈（木戶衣吹）、橫山奈緒（渡部優衣）、二階堂千鶴（野村香菜子）、馬場木實（高橋未奈美）、大神環（稻川英里）、豐川風花（末柄里惠）、宮尾美也（桐谷蝶蝶）、福田法子（濱崎奈奈）、真壁瑞希（阿部里果）、篠宮可憐（近藤唯）、百瀨莉緒（山口立花子）、永吉昴（齊藤佑圭）、北上麗花（平山笑美）、周防桃子（渡部惠子）、茱莉亞（愛美）、白石紬（南早紀）、櫻守歌織（香里有佐）
8. ↑  春日未來（山崎遙）、德川茉莉（諏訪彩花）、矢吹可奈（木戶衣吹）、七尾百合子（伊藤美來）、艾蜜莉·司徒亞特（郁原由宇）
9. ↑  天海春香（中村繪里子）、我那霸響（沼倉愛美）、菊地真（平田宏美）、萩原雪步（淺倉杏美）、春日未來（山崎遙）、艾蜜莉·司徒亞特（郁原由宇）、高坂海美（上田麗奈）、佐竹美奈子（大關英里）、高山紗代子（駒形友梨）、德川茉莉（諏訪彩花）、中谷育（原嶋燈）、七尾百合子（伊藤美來）、福田法子（濱崎奈奈）、松田亞利沙（村川梨衣）、矢吹可奈（木戶衣吹）、橫山奈緒（渡部優衣）
10. ↑  伊吹翼（Machico）、艾蜜莉·司徒亞特（郁原由宇）、木下日向（田村奈央）、佐竹美奈子（大關英里）、島原艾琳娜（角元明日香）、中谷育（原嶋燈）、福田法子（濱崎奈奈）、望月杏奈（夏川椎菜）、百瀨莉緒（山口立花子）、矢吹可奈（木戶衣吹）、橫山奈緒（渡部優衣）、ROCO（中村溫姬）、櫻守歌織（香里有佐）
11. ↑  德川茉莉（諏訪彩花）、艾蜜莉·司徒亞特（郁原由宇）
12. ↑  艾蜜莉·司徒亞特（郁原由宇）、白石紬（南早紀）、天空橋朋花（小岩井小鳥）

## 外部連結
- 郁原由宇的X（前Twitter）（日語）
- 郁原由宇的Ameba部落格（日語）
- YouTube上的郁原由宇頻道（日語）
- SPELLBOUND所屬聲優（原始內容存檔於2014年7月13日）（日語）